# Петрово (Кораблинский район)
Петрово — деревня в Кораблинском районе Рязанской области России, входит в состав Ключанского сельского поселения. Население — 1 чел. (2010).

## География
Петрово находится в восточной части Кораблинского района, в 30 км к востоку от районного центра — города Кораблино, на берегу реки Летогощи. Ближайший населённый пункт — деревня Пахомовка в 7 км к западу по грунтовой дороге. В 10 километрах проходит автотрасса муниципального значения «Княжое — Ключ», от которой отходит грунтовое ответвление.

## История
Сельцо Петровское упоминается в источниках XVIII века. Селением владел подполковник Петр Иванович Аничков.
На 1859 год сельцо Петровское состояло из 17 дворов.
В 1883 году в приходе Введенской церкви села Лесуново деревня Петровская, Аничкино тож насчитывала 23 двора.
В 20-е годы XX века это деревня Петрово.

## Население
| 2010 |
| ---- |
| 1    |